# Frustration
„FRUSTRATION” – dwudziesty piąty singel japońskiego zespołu SKE48, wydany w Japonii 24 lipca 2019 roku przez avex trax.
Singel został wydany w dziewięciu edycjach: czterech regularnych i czterech limitowanych (Type A, Type B, Type C, Type D) oraz „teatralnej” (CD). Osiągnął 1 pozycję w rankingu Oricon i pozostał na liście przez 20 tygodni. Singel zdobył status platynowej płyty.

## Lista utworów
Wszystkie utwory zostały napisane przez Yasushiego Akimoto.

### Type A
| CD | CD                                                                           | CD                       | CD                       | CD      |
| Nr | Tytuł utworu                                                                 | Kompozycja               | Aranżacja                | Długość |
| -- | ---------------------------------------------------------------------------- | ------------------------ | ------------------------ | ------- |
| 1. | „FRUSTRATION”                                                                | Kensuke Yoko             | ICHI, KEN HARADA         | 3:59    |
| 2. | „Se~no de iouze!” (jap. せ〜ので言おうぜ!) (wyk. Coming Flavor)              | Katsuhiro Fujita, N-Gram | Katsuhiro Fujita, N-Gram | 3:52    |
| 3. | „Game shimasen ka?” (jap. ゲームしませんか?) (wyk. Passion For You Senbatsu) | Yūsuke Itagaki           | Yūsuke Itagaki           | 4:29    |
| 4. | „FRUSTRATION” (off vocal)                                                    | Kensuke Yoko             | ICHI, KEN HARADA         | 3:59    |
| 5. | „Se~no de iouze!” (jap. せ〜ので言おうぜ!) (off vocal)                       | Katsuhiro Fujita, N-Gram | Katsuhiro Fujita, N-Gram | 3:52    |
| 6. | „Game shimasen ka?” (jap. ゲームしませんか?) (off vocal)                     | Yūsuke Itagaki           | Yūsuke Itagaki           | 4:29    |

| DVD | DVD                                                      | DVD     |
| Nr  | Tytuł utworu                                             | Długość |
| --- | -------------------------------------------------------- | ------- |
| 1.  | „FRUSTRATION” (Music Video)                              |         |
| 2.  | „Se~no de iouze!” (jap. せ〜ので言おうぜ!) (Music Video) |         |
| 3.  | „FRUSTRATION Music Video Documentary in LA”              |         |

### Type B
| CD | CD                                                                           | CD             | CD               | CD      |
| Nr | Tytuł utworu                                                                 | Kompozycja     | Aranżacja        | Długość |
| -- | ---------------------------------------------------------------------------- | -------------- | ---------------- | ------- |
| 1. | „FRUSTRATION”                                                                | Kensuke Yoko   | ICHI, KEN HARADA | 3:59    |
| 2. | „Jinsei no mudazukai” (jap. 人生の無駄遣い) (wyk. Akagumi)                   | CHOCOLATE MIX  | CHOCOLATE MIX    | 4:06    |
| 3. | „Game shimasen ka?” (jap. ゲームしませんか?) (wyk. Passion For You Senbatsu) | Yūsuke Itagaki | Yūsuke Itagaki   | 4:29    |
| 4. | „FRUSTRATION” (off vocal)                                                    | Kensuke Yoko   | ICHI, KEN HARADA | 3:59    |
| 5. | „Jinsei no mudazukai” (jap. 人生の無駄遣い) (off vocal)                      | CHOCOLATE MIX  | CHOCOLATE MIX    | 4:06    |
| 6. | „Game shimasen ka?” (jap. ゲームしませんか?) (off vocal)                     | Yūsuke Itagaki | Yūsuke Itagaki   | 4:29    |

| DVD | DVD                                                                                        | DVD     |
| Nr  | Tytuł utworu                                                                               | Długość |
| --- | ------------------------------------------------------------------------------------------ | ------- |
| 1.  | „FRUSTRATION” (Music Video)                                                                |         |
| 2.  | „Jinsei no mudazukai” (jap. 人生の無駄遣い) (Music Video)                                  |         |
| 3.  | „Jinsei no mudazukai Music Video Documentary” (ja. 人生の無駄遣い Music Video Documentary) |         |

### Type C
| CD | CD                                                                           | CD             | CD               | CD      |
| Nr | Tytuł utworu                                                                 | Kompozycja     | Aranżacja        | Długość |
| -- | ---------------------------------------------------------------------------- | -------------- | ---------------- | ------- |
| 1. | „FRUSTRATION”                                                                | Kensuke Yoko   | ICHI, KEN HARADA | 3:59    |
| 2. | „Ano hi no Secret Base” (jap. あの日のSecret Base) (wyk. Shirogumi)          | Kiyosumi Iida  | Kiyosumi Iida    | 4:42    |
| 3. | „Game shimasen ka?” (jap. ゲームしませんか?) (wyk. Passion For You Senbatsu) | Yūsuke Itagaki | Yūsuke Itagaki   | 4:29    |
| 4. | „FRUSTRATION” (off vocal)                                                    | Kensuke Yoko   | ICHI, KEN HARADA | 3:59    |
| 5. | „Ano hi no Secret Base” (jap. あの日のSecret Base) (off vocal)               | Kiyosumi Iida  | Kiyosumi Iida    | 4:42    |
| 6. | „Game shimasen ka?” (jap. ゲームしませんか?) (off vocal)                     | Yūsuke Itagaki | Yūsuke Itagaki   | 4:29    |

| DVD | DVD                                                                                               | DVD     |
| Nr  | Tytuł utworu                                                                                      | Długość |
| --- | ------------------------------------------------------------------------------------------------- | ------- |
| 1.  | „FRUSTRATION” (Music Video)                                                                       |         |
| 2.  | „Ano hi no Secret Base” (jap. あの日のSecret Base) (Music Video)                                  |         |
| 3.  | „Ano hi no Secret Base Music Video Documentary” (ja. あの日のSecret Base Music Video Documentary) |         |

### Type D
| CD | CD                                                                           | CD             | CD               | CD      |
| Nr | Tytuł utworu                                                                 | Kompozycja     | Aranżacja        | Długość |
| -- | ---------------------------------------------------------------------------- | -------------- | ---------------- | ------- |
| 1. | „FRUSTRATION”                                                                | Kensuke Yoko   | ICHI, KEN HARADA | 3:59    |
| 2. | „Yume no arika e” (jap. 夢の在処へ) (wyk. Kano Nojima)                       | 梅口敦史       | 梅口敦史         | 4:40    |
| 3. | „Game shimasen ka?” (jap. ゲームしませんか?) (wyk. Passion For You Senbatsu) | Yūsuke Itagaki | Yūsuke Itagaki   | 4:29    |
| 4. | „FRUSTRATION” (off vocal)                                                    | Kensuke Yoko   | ICHI, KEN HARADA | 3:59    |
| 5. | „Yume no arika e” (jap. 夢の在処へ) (off vocal)                              | 梅口敦史       | 梅口敦史         | 4:40    |
| 6. | „Game shimasen ka?” (jap. ゲームしませんか?) (off vocal)                     | Yūsuke Itagaki | Yūsuke Itagaki   | 4:29    |

| DVD | DVD | DVD     |
| Nr  | Tytuł utworu | Długość |
| --- | --- | ------- |
| 1.  | „FRUSTRATION” (Music Video) |         |
| 2.  | „Game shimasen ka?” (jap. ゲームしませんか?) (Music Video)                                                                                             |         |
| 3.  | „Wakate o iraira sa sete miyou series fukkoku-ban dorafuto 3-kisei, 9-kisei-hen” (ja. 若手をイライラさせてみようシリーズ復刻版 ドラフト3期生、9期生編) |         |

### Wer. teatralna
| CD | CD                                                                           | CD             | CD               | CD      |
| Nr | Tytuł utworu                                                                 | Kompozycja     | Aranżacja        | Długość |
| -- | ---------------------------------------------------------------------------- | -------------- | ---------------- | ------- |
| 1. | „FRUSTRATION”                                                                | Kensuke Yoko   | ICHI, KEN HARADA | 3:59    |
| 2. | „Suberidai kara” (jap. 滑り台から) (wyk. Kenkyūsei)                          | Yūsuke Itagaki | Yūsuke Itagaki   |         |
| 3. | „Game shimasen ka?” (jap. ゲームしませんか?) (wyk. Passion For You Senbatsu) | Yūsuke Itagaki | Yūsuke Itagaki   | 4:29    |
| 4. | „SKE48 25th Single Medley”                                                   |                |                  |         |
| 5. | „FRUSTRATION” (off vocal)                                                    | Kensuke Yoko   | ICHI, KEN HARADA | 3:59    |
| 6. | „Suberidai kara” (jap. 滑り台から) (off vocal)                               | Yūsuke Itagaki | Yūsuke Itagaki   |         |
| 7. | „Game shimasen ka?” (jap. ゲームしませんか?) (off vocal)                     | Yūsuke Itagaki | Yūsuke Itagaki   | 4:29    |

## Skład zespołu
| „FRUSTRATION” |
| --- |
| - Team S: Ruka Inoue, Kano Nojima, Jurina Matsui, Chikako Matsumoto - Team KII: Yuki Arai, Yūna Egō, Mina Ōba, Sarina Sōda, Akane Takayanagi, Saki Takeuchi, Yuzuki Hidaka, Nao Furuhata (środek) - Team E: Yūka Asai, Natsuki Kamata, Haruka Kumazaki, Kaho Satō, Ōka Suenaga, Akari Suda |

| „Se~no de iouze!” |
| --- |
| - Team S: Yūki Ōtani, Miyo Nomura (środek) - Team KII: Airi Mizuno - Team E: Shiina Hirata, Marina Nishi - Kenkyūsei: Hinano Aoumi, Kimie Akahori, Ena Suzuki, Mizuki Tanabe |

| „Game shimasen ka?” |
| --- |
| - Team S: Marin Sakamoto, Kano Nojima, Chikako Matsumoto - Team KII: Shiori Aoki, Yuki Arai, Yūna Egō (środek), Ayaka Ōta, Mina Ōba, Kotono Shirai, Akane Takayanagi, Saki Takeuchi, Yuzuki Hidaka - Team E: Natsuki Kamata, Haruka Kumazaki, Rara Gotō, Maya Sugawara |

| „Jinsei no mudazukai” |
| --- |
| - Team S: Yuzuki Ishiguro, Yoshino Kitagawa, Izumi Nakamura, Suzuran Yamauchi - Team KII: Rinka Oshiba, Ayaka Ōta, Ruka Kitano - Team E: Honoka Aikawa, Rara Gotō, Yūki Takahata (środek), Miki Nonogaki, Nao Fukushi |

| „Ano hi no Secret Base” |
| --- |
| - Team S: Ayuka Kamimura, Ryōha Kitagawa (środek), Marin Sakamoto, Aika Sugiyama, Rika Tsuzuki - Team KII: Shiori Aoki, Narumi Kataoka, Kotono Shirai, Airi Nakano - Team E: Reona Ida, Ami Kurashima, Makiko Saitō, Marika Tani, Negai Fukai |

| „Suberidai kara” |
| --- |
| - Kenkyūsei: Hinano Aoumi, Kimie Akahori, Himeka Arano, Kaede Ikeda, Kanon Ishikawa, Sayaka Iriuchijima, Mako Ōhashi, Ayaka Okamoto, Miharu Kawashima, Yukino Shirai, Natalie Sugiyama, Ena Suzuki, Kokona Suzuki, Nanami Takeuchi, Mizuki Tanabe, Miyu Nakasaka, Momona Hirano, Fuyuka Fujimoto |

## Notowania
| Lista                             | Pozycja |
| --------------------------------- | ------- |
| Oricon Weekly Singles Chart       | 1       |
| Oricon Yearly Singles Chart       | 13      |
| Billboard Japan Hot 100           | 2       |
| Billboard Japan Hot Singles Sales | 1       |

## Sprzedaż
| Dane wg         | Sprzedaż |
| --------------- | -------- |
| Oricon          | 450 035  |
| Billboard Japan | 577 840+ |